# Kirchspielslandgemeinde Südermeldorf-Geest
Die Kirchspielslandgemeinde Südermeldorf-Geest war eine Gemeinde im Kreis Süderdithmarschen (vom 1. Oktober 1932 bis zum 30. September 1933 Kreis Dithmarschen) in der preußischen Provinz Schleswig-Holstein.

## Geographie

### Fläche und Einwohnerzahl
Die Kirchspielslandgemeinde hatte am 16. Juni 1925 insgesamt 3950 Einwohner an 28 Wohnplätzen. Am 1. Oktober 1930 betrug ihre Fläche 95,15 km2.

### Nachbargemeinden
Nachbargemeinden waren im Uhrzeigersinn im Norden beginnend die Kirchspielslandgemeinden Nordhastedt, Albersdorf, Süderhastedt, Marne, Barlt und Südermeldorf-Marsch sowie die Stadt Meldorf (alle im Kreis Süderdithmarschen).

## Geschichte
Mit der Verordnung vom 22. September 1867 wurden in der preußischen Provinz Schleswig-Holstein die selbständigen Landgemeinden eingeführt. Anders als im übrigen Provinzgebiet gab es im Westen Schleswig-Holsteins, nämlich in Dithmarschen und im Kreis Husum, eine besondere Form der kommunalen Verwaltung. Diese wurde unangetastet übernommen. So wurden aus den Gebieten der Kirchspiele, in denen bereits weltliche Strukturen vorhanden waren, politische Gemeinden, die Kirchspielslandgemeinden.
Bei der Reichstagswahl März 1933 stimmten in der Kirchspielslandgemeinde Südermeldorf-Geest 91,5 % für die NSDAP, 3,6 % für die DNVP, 2,4 % für die SPD und 1,9 % für die KPD bei einer Wahlbeteiligung von 91,7 %.
Die in den Kirchspielslandgemeinden als „Untereinheit“ vorhandenen Dorfschaften und Dorfgemeinden wurden am 1. April 1934 zu selbständigen Gemeinden/Landgemeinden. An diesem Tag wurde ebenfalls die Kirchspielslandgemeinde Südermeldorf-Geest aufgelöst. Es wurden an ihrer Stelle die Gemeinden  Bargenstedt, Farnewinkel, Fiel, Gudendorf, Krumstedt, Lehrsbüttel, Nindorf, Odderade, Sarzbüttel, Windbergen und Wolmersdorf neu gebildet.